# Старокошарська волость
Старокошарська волость — адміністративно-територіальна одиниця Ковельського повіту Волинської губернії Російської імперії. Волосний центр — село Старі Кошари.
Станом на 1885 рік складалася з 18 поселень, 13 сільських горомад, Населення — 6046 осіб (2963 чоловічої статі та 3083 — жіночої), 730 дворових господарства.
Основні поселення волості:
- Старі Кошари — колишнє власницьке село, за 11 верст від повітового міста, 571 особа, 91 двір; волосне правління, 2 православних церкви, школа, постоялий будинок, кузня, вітряк. За 6 верст - колишнє державне містечко Миляновичі із 677 жителями, із православною церквою, 2 постоялими будинками. За 6 верст - цегельний завод.
- Городилець — колишнє власницьке село, 167 осіб, 26 дворів,  водяний млин.
- Залісці — колишнє власницьке село, 150 осіб, 20 дворів, каплиця, вітряк.
- Клевецьк — колишнє державне село, 302 особи, 37 дворів, кладовищенська православна церква.
- Кругель — колишнє власницьке село, 336 осіб, 59 дворів, православна церква, школа, постоялий будинок, 2 вітряки.
- Нові Кошари (Магир) — колишнє власницьке село, 312 осіб, 52 двори, православна церква.
- Ружин — колишнє власницьке село, 488 осіб, 65 дворів, православна церква, католицька каплиця, школа, постоялий буинок, водяний млин, вітряк.
- Тупали — колишнє власницьке село, 220 осіб, 30 дворів, православна церква, кладовищенська каплиця, школа, постоялий будинок, 2 вітряки.
- Шайно — колишнє державне село, 843 особи, 131 двір, православна церква, школа, 2 вітряки.

## Під владою Польщі
18 березня 1921 року Західна Волинь окупована Польщею. Волості було перетворено на ґміни, відповідно, адміністративна одиниця отримала назву ґміна Старе Кошари. Волость входила до Ковельського повіту Волинського воєводства. Межі та склад колишньої волості збереглися, що й за Російської імперії та Української держави.
На 1936 рік ґміна складалася з 29 громад:
1. Черкаси — село: Черкаси та фільварок: Черкаси;
2. Довгоноси — село: Довгоноси;
3. Городилець — село: Городилець;
4. Городище — село: Городище, маєток: Городище, урочише: Городище та ферма: Хвощон;
5. Гредьки — село: Гредьки та маєток: Гредьки;
6. Кругель — село: Кругель та військове селище: Кругель;
7. Кошари Старі — село: Старі Кошари, залізнична станція: Старі Кошари, маєток: Старі Кошари, військове селище: Старі Кошари та колонія: Деменщина;
8. Кошари Нові — село: Нові Кошари та маєток: Нові Кошари;
9. Клевецьк — село: Клевецьк;
10. Кличковичі — село: Кличковичі та маєток: Кличковичі;
11. Калинівка — село: Калинівка;
12. Красноволя — село: Красноволя;
13. Краснодуб'я — село: Краснодуб'я;
14. Люблинець — село: Люблинець та маєток: Люблинець;
15. Люблинець — колонія: Люблинець;
16. Миляновичі — село: Миляновичі, маєток: Миляновичі та військове селище: Миляновичі;
17. Мощена — село: Мощена та колонія: Мощена;
18. Вільшанка — село: Вільшанка;
19. Рудники — село: Рудники;
20. Перевісся — село: Перевісся;
21. Ружин — село: Ружин;
22. Ружин — колонія: Ружин;
23. Шайно — село: Шайно;
24. Туровичі — село: Туровичі;
25. Троскоти — село: Троскоти;
26. Тупали — село: Тупали та маєток: Тупали;
27. Вілька Ковельська — село: Вілька Ковельська;
28. Залісці — село: Залісці;
29. Зілове — село: Зілове.

Після радянської анексії західноукраїнських земель ґміна ліквідована у зв'язку з утворенням районів.